# Rough (Tina Turner)
Rough is het derde solo-album van de Amerikaanse zangeres Tina Turner.

## Achtergrond
De eerdere twee solo studioalbums van Tina Turner, Tina turns the country on en Acid Queen, werden geproduceerd ten tijde dat zij nog gehuwd was met Ike Turner. De scheiding tussen de Turners werden uitgeroepen in 1978, het jaar waarin Rough verscheen.
Van het album werden vier singles uitgebracht, Viva la money, Root toot, undisputable rock & roller, Sometimes when we touch en The night time is the right time. Zowel het album als de singles kenden weinig succes.

## Nummers
| Nr. | Titel                        | Schrijver(s)                          | Duur |
| --- | ---------------------------- | ------------------------------------- | ---- |
| 1.  | Fruits of the Night          | Pete Bellotte, Edo Zanki, Vilko Zanki | 4:05 |
| 2.  | The Bitch Is Back            | Elton John, Bernie Taupin             | 3:30 |
| 3.  | The Woman I'm Supposed to Be | Cliff Wade                            | 3:10 |
| 4.  | Viva La Money                | Allen Toussaint                       | 3:14 |
| 5.  | Funny How Time Slips Away    | Willie Nelson                         | 4:08 |
| 6.  | Earthquake & Hurricane       | Willie Dixon                          | 2:30 |

| Nr. | Titel                                   | Schrijver(s)             | Duur |
| --- | --------------------------------------- | ------------------------ | ---- |
| 7.  | Root, Toot Undisputable Rock 'n' Roller | Gary Jackson             | 4:29 |
| 8.  | Fire Down Below                         | Bob Seger                | 3:13 |
| 9.  | Sometimes When We Touch                 | Dan Hill, Barry Mann     | 3:54 |
| 10. | A Woman in a Man's World                | Hal David, Archie Jordan | 2:41 |
| 11. | Night Time Is the Right Time            | Leroy Carr               | 6:21 |